# الغازیه
الغازیه (به عربی: الغازية) یک منطقهٔ مسکونی در لبنان است که در شهرستان صیدا واقع شده‌است.
 الغازیه ۱۵ کیلومتر مربع مساحت و ۵۰٬۰۰۰ نفر جمعیت دارد.